# Беревце
Беревце (алб. Beroc) је насеље у општини Штрпце, које се налази на Косову и Метохији. У селу се налази црква Свете Петке из 12. века. Кроз село пролази река Лепенац.

## Порекло становништва по родовима
Подаци из 1938:
- Ђурићи (13 кућа, Св. Никола), староседеоци.
- Мутавџићи (1 кућа, Св. Никола), староседеоци.
- Шаркочевићи (13 кућа, Св. Никола) су непознате старине.
- Ковачевићи (11 кућа, Ваведење), досељени из околине Качаника.
- Поповићи (6 кућа), Кривчевићи (4 кућа) и Бошкоћи (5 кућа): сва три рода славе св. Димитрија. Старином су из Црне Горе, одакле су се преселили у Мушутиште у Метохији, па одатле у Беревце крајем XVIII века. Имају заједничко порекло са Поповићима из Горње Битиње.

## Демографија
| Етнички састав према попису из 1981.‍ | Етнички састав према попису из 1981.‍ | Етнички састав према попису из 1981.‍ | Етнички састав према попису из 1981.‍ | Етнички састав према попису из 1981.‍ |
| ------------------------------------ | ------------------------------------ | ------------------------------------ | ------------------------------------ | ------------------------------------ |
|                                      |                                      |                                      |                                      |                                      |
| Срби                                 | Срби                                 |                                      | 864                                  | 98,63%                               |
| Црногорци                            | Црногорци                            |                                      | 1                                    | 0,11%                                |
| Остали                               | Остали                               |                                      | 11                                   | 1,26%                                |

| Етнички састав према попису из 2011.‍ | Етнички састав према попису из 2011.‍ | Етнички састав према попису из 2011.‍ | Етнички састав према попису из 2011.‍ | Етнички састав према попису из 2011.‍ |
| ------------------------------------ | ------------------------------------ | ------------------------------------ | ------------------------------------ | ------------------------------------ |
|                                      |                                      |                                      |                                      |                                      |
| Срби                                 | Срби                                 |                                      | 286                                  | 99,99%                               |
| Остали                               | Остали                               |                                      | 1                                    | 0,1%                                 |
| Укупно: 287                          |                                      |                                      |                                      |                                      |

| Демографија | Демографија | Демографија |
| Година      | Становника  | Становника  |
| ----------- | ----------- | ----------- |
| 1948.       | 682         |             |
| 1953.       | 706         |             |
| 1961.       | 751         |             |
| 1971.       | 846         |             |
| 1981.       | 876         |             |
| 1991.       | 792         |             |